# Felsenkeller (Pleinfeld)
In Pleinfeld, einer Marktgemeinde im mittelfränkischen Landkreis Weißenburg-Gunzenhausen, gibt es mehrere künstlich angelegte Felsenkeller, die vom Bayerischen Landesamt für Denkmalpflege als Baudenkmal in die Bayerische Denkmalliste eingetragen sind.
Sie befinden sich in mehreren Gruppen außerhalb des Ortskerns:
- Die größte Gruppe befindet sich entlang des Amselwegs, Höbachwegs und Ketschenbucks nördlich der Marktbefestigung unweit des ehemaligen Friedhofs (heutiges Altersheim) und entstanden ab dem 18. Jahrhundert, teilweise auch im frühen 20. Jahrhundert. Sie sind unter der Denkmalnummer D-5-77-161-37 denkmalgeschützt. Der Straßenname Kellerweg (unweit südöstlich) leitet sich aus der Kellergruppe ab (Lage).
- Am Hohlweg östlich des Ortskerns auf der anderen Seite der Schwäbischen Rezat befinden sich mehrere Keller aus dem 19. und frühen 20. Jahrhundert, darunter ein Kellereingang mit Sandsteinquader-Einfassung, bezeichnet „1847“. Sie sind mit der Denkmalnummer D-5-77-161-3 denkmalgeschützt (Lage).
- Mehrere Felsenkeller stehen an der Stirner Straße unterhalb der Bürgermeister-Fichtner-Straße 1 (Petruskirche) an der Ecke Amselweg unmittelbar vor dem Spalter Tor und der Stadtmauer nordwestlich des Marktplatzes. Sie stammen aus dem 18. und 19. Jahrhundert und sind mit der Nummer D-5-77-161-145 denkmalgeschützt (Lage).

Die Felsenkeller wurden in Sandstein gehauen und zur Lagerung von Lebensmitteln oder als Bierkeller genutzt. Heutzutage werden sie meist nicht mehr benutzt; viele Felsenkeller sind vermüllt und in einem desolaten Zustand.

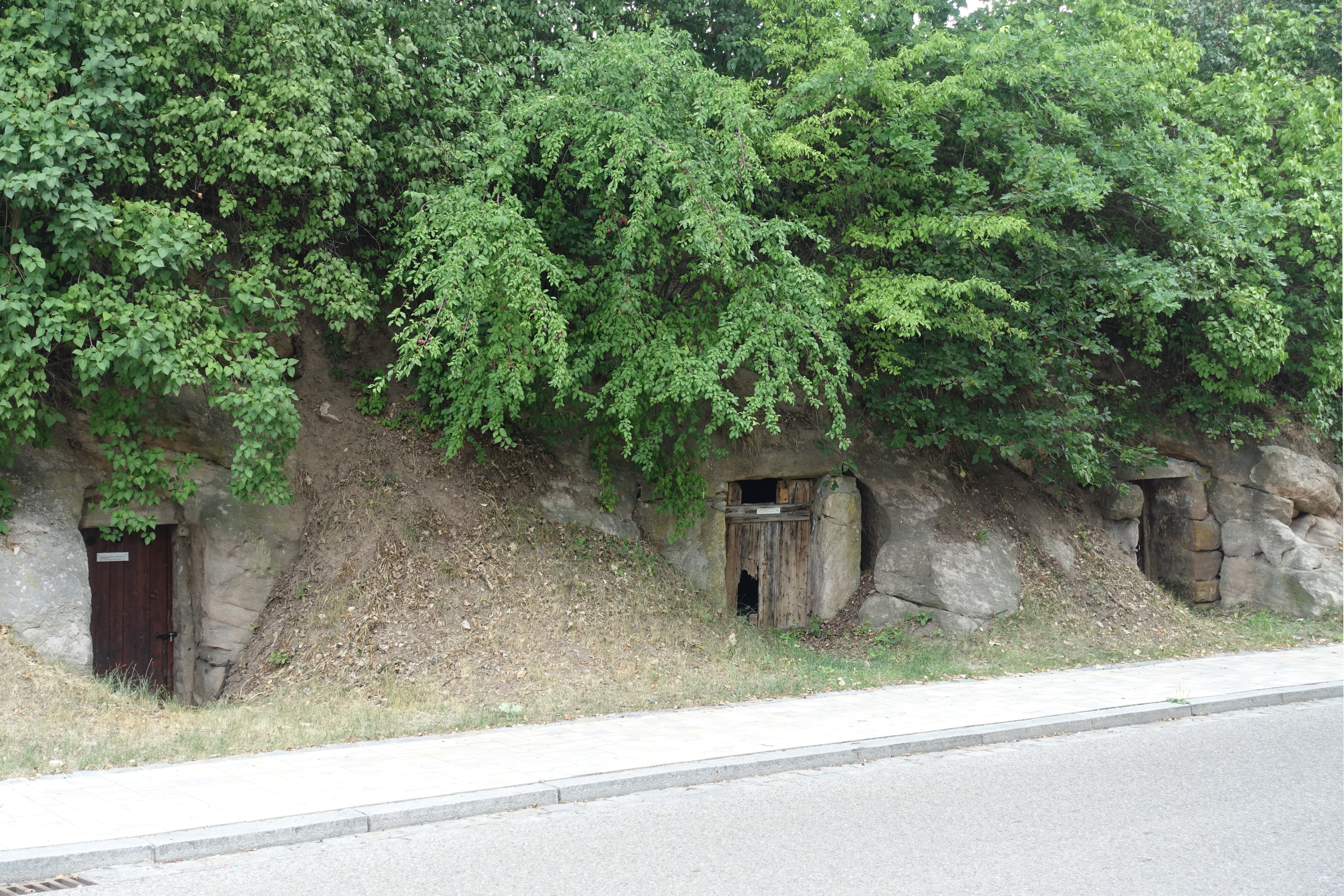
Felsenkeller an der Stirner Straße
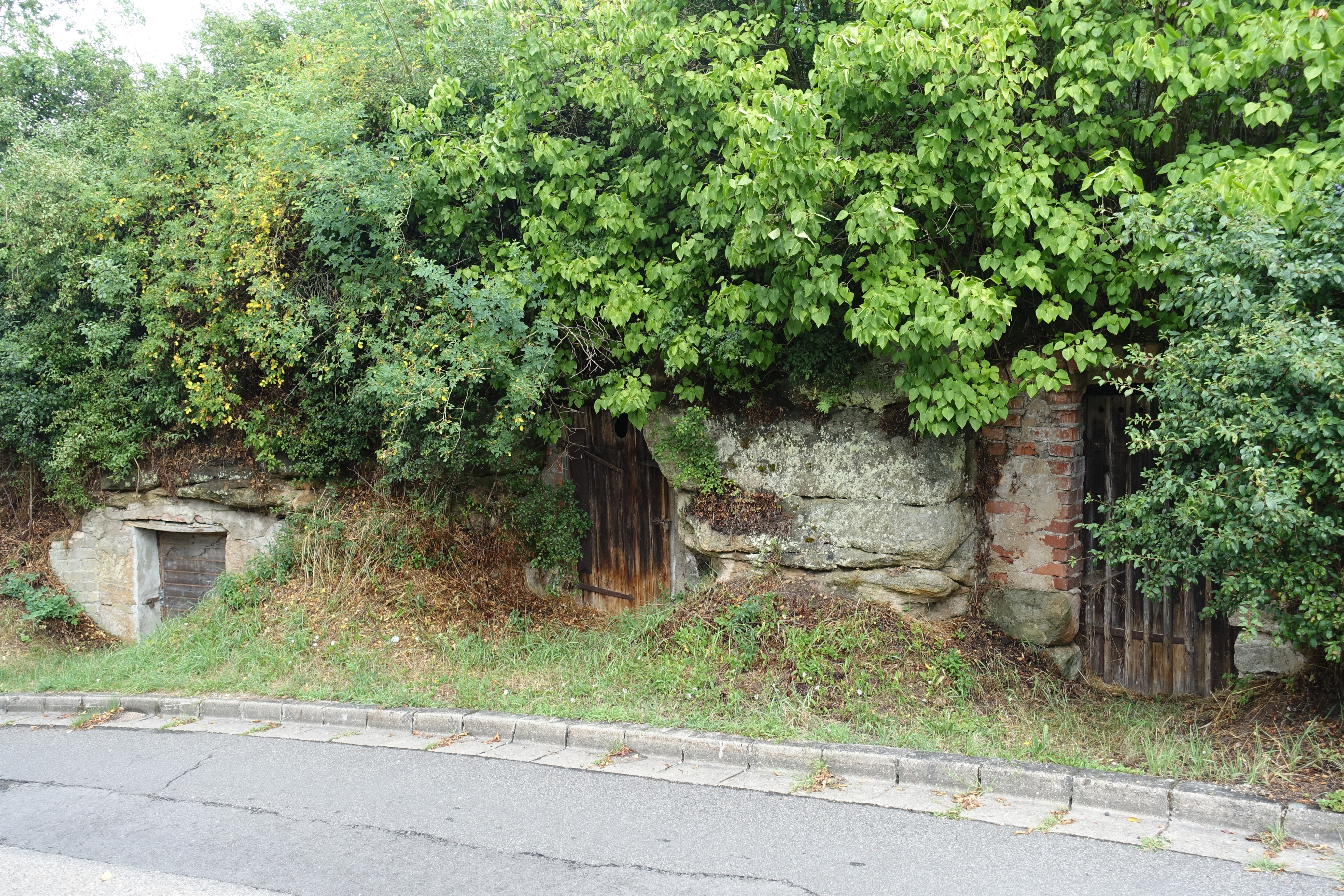
Felsenkeller am Ketschenbuck
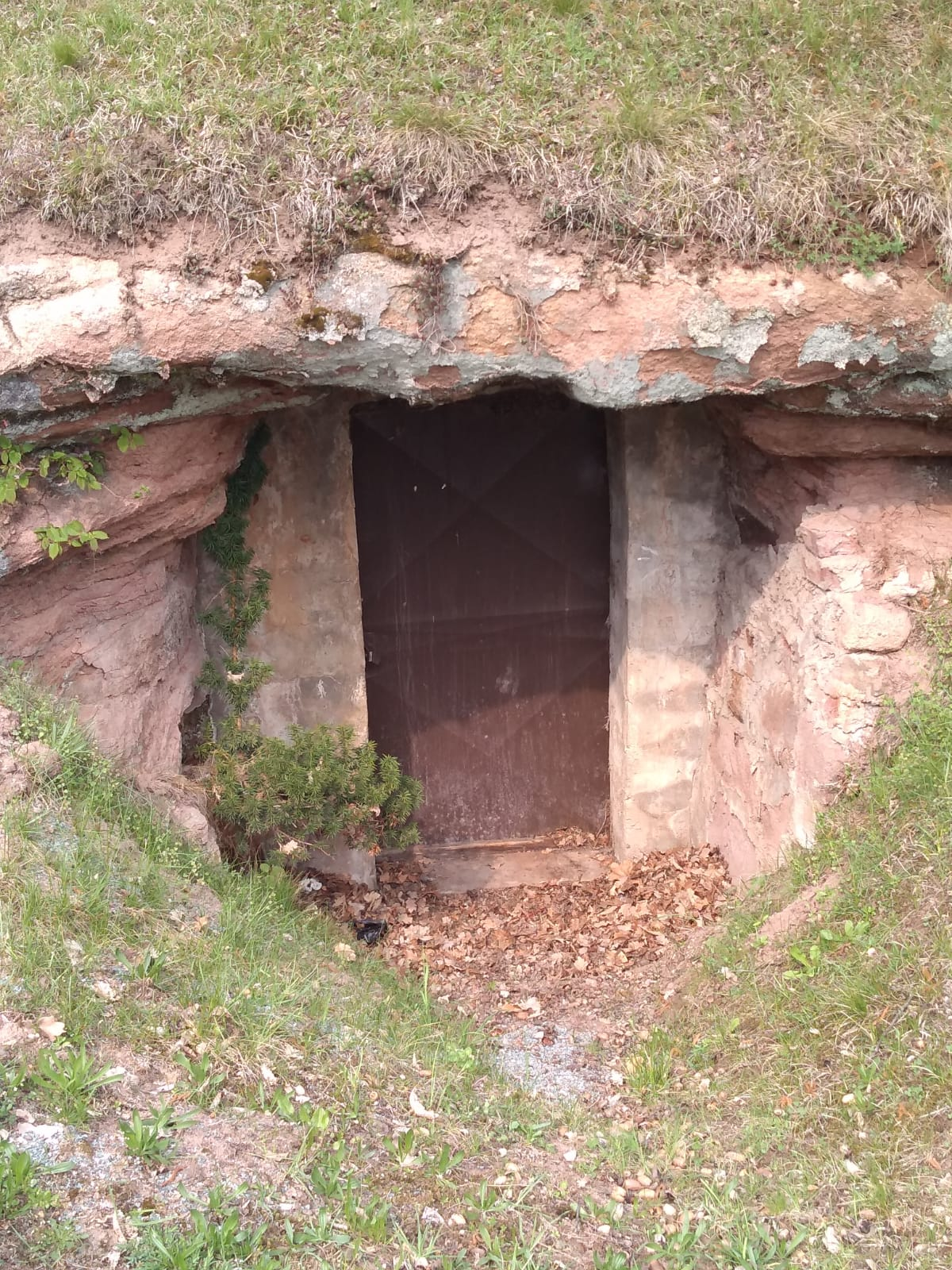
Einzelansicht eines Kellereingangs